# La primavera (film)
La primavera è un cartone animato del 1933, incluso nella collana Sinfonie allegre.
Uscito l'11 marzo 1933. È possibile reperire il cortometraggio nella VHS Cartoons Classici - Silly Symphonies uscita a Novembre del 1985.

## Trama
Tanti sono gli uccellini che si risvegliano con la primavera, compresa una coppia che dà al mondo tre nuovi pulcini. Uno di questi, parecchio birichino, dovrà affrontare le insidie del mondo che lo circonda per la prima volta prima di spiccare il volo: dalle fauci di una serpe alle api di un pericoloso nido. Salvatosi con la famiglia, la vicenda si conclude con una severa punizione da parte del papà.